# Trichocerca longistyla
Trichocerca longistyla is een raderdiertjessoort uit de familie Trichocercidae. De wetenschappelijke naam van deze soort is voor het eerst geldig gepubliceerd in 1918 door Olofsson.